# 定王 (周)
定王（ていおう、? - 紀元前586年）は、中国の春秋時代の周の王。姓は姫、名は瑜。

## 生涯
周の頃王の子として生まれた。紀元前607年10月乙亥、兄の匡王が死去すると、定王は後を嗣いで周王として即位した。
紀元前606年春、楚の荘王が大軍を率いて陸渾の戎を討ち、洛水に達した。定王が王孫満を派遣してねぎらわせると、荘王は周の九鼎の軽重を訊ねた。王孫満は天命がまだ革まっていないとして、回答を拒否したので、荘王はあきらめて楚軍を撤兵させた。
紀元前603年夏、定王は子服を派遣して斉に王后を求めさせた。冬、召桓公が斉から王后を迎えた。
紀元前600年、定王は使者を魯に派遣した。魯の仲孫蔑が使節として周に赴いた。
紀元前599年、定王は弟の劉康公を魯に派遣した。
紀元前593年、晋の景公が士会を派遣して周王室の内紛を調停させた。定王は士会を饗応した。
紀元前586年11月己酉、定王は死去し、子の姫夷（簡王）が後を嗣いだ。